# Çifteköprü, İkizdere
Çifteköprü là một xã thuộc huyện İkizdere, tỉnh Rize, Thổ Nhĩ Kỳ. Dân số thời điểm năm 2010 là 107 người.